# Kombuļi
Kombuļi (dawniej łot. Kombuļu muiža, pol. Kombul, dawniej też Kambul) − wieś na Łotwie w novadsie Krasław, siedziba pagastsu Kombuļi, 9 km na północ od Krasławia.

## Historia
Kombul w XVII i XVIII wieku był częścią majątku Krasław. Należał do rodziny Rudnickich herbu Lis, później Freytagów, a następnie Broel-Platerów. W wyniku podziału majątku pomiędzy synami Augusta Platera (po 1745–1803), marszałka konfederacji targowickiej, i jego żony Anny z Rzewuskich, Kombul dostał się Józefowi Platerowi (1796–1852), późniejszemu marszałkowi szlachty powiatu rzeżyckiego, żonatemu z Antoniną Sołtanówną (1800–1871). Krasław dostał się jego starszemu bratu Adamowi (1790–1862). Kolejnym dziedzicem Kombula był syn Józefa Michał (1834–1924), dwukrotnie żonaty, z Anielą Fölkersham (Felkerzamb), a następnie z Gabrielą Jaraczewską. W latach 80. XIX wieku majątek liczył 1812 dziesięcin. Ostatnim właścicielem Kombula był syn Michała Józef Broel-Plater (1890–1941), żonaty z Ludwiką Nawroczyńską, zamordowany w Dachau. 
Po I rozbiorze Polski w 1772 roku Kombul, wcześniej wchodząc w skład Polskich Inflant Rzeczypospolitej, znalazł się na terenie ujezdu dyneburskiego guberni witebskiej Imperium Rosyjskiego. Dobra należały do parafii krasławskiej. Od końca I wojny światowej miejscowość należy do Łotwy, która w okresie 1940–1990, jako Łotewska Socjalistyczna Republika Radziecka, wchodziła w skład ZSRR.
W czasach radzieckich we wsi znajdowała się siedziba sowchozu „Sauleskalns”. Obecnie we wsi działają m.in.: szkoła podstawowa, biblioteka wiejska, ambulatorium i poczta.

## Kościół
Pierwszy drewniany kościół katolicki zbudowano tu w 1767 roku. Był to kościół przeniesiony z Krasławia, gdzie wtedy wzniesiono kościół murowany. Kościół ten stał tu przez około 60 lat. W 1823 roku Józef Plater (senior) adaptował ponoć stodołę w majątku na nowy, kamienny kościół, który stał się kaplicą rodzinną, a jednocześnie kościołem filialnym parafii krasławskiej. W 1860 roku rozbudowano kościół. W 1923 roku dobudowano dwie wieże. W 1937 roku dobudowano kamienne prezbiterium. W latach 60. XX wieku ściany kościoła obłożono cegłami silikatowymi. 
W obecnej formie kościół św. Józefa Robotnika stoi na planie krzyża o wymiarach 14 m na 14 m, z blaszanym dachem i dwiema wieżami. Ma drewnianą podłogę. W ogrodzie kościelnym otoczonym kamiennym ogrodzeniem jest mały cmentarzyk przykościelny, na którym leżą lokalni księża.

## Pałac
W latach 20. XIX wieku Józef Plater wybudował tu obszerny dwór, dwie oficyny i wyżej wspomniany kościół. W 1860 roku Michał Plater dobudował do środkowej, trójosiowej części domu duży kryty podjazd, mający charakter portyku, którego sklepienie było wsparte na dwóch potężnych czworograniastych filarach, i który był przykryty czteropołaciowym, nieco wypukłym, przez co przypominającym kopułę, dachem. Na początku XX wieku pałac miał formę dziewięcioosiowego budynku na planie prostokąta, nakrytego czterospadowym, gładkim, gontowym dachem o prostych elewacjach, jedynie z lizenami dzielącymi je na trzy części.
Pałac został splądrowany w 1863 roku w konsekwencji powstania styczniowego, w którym Leon Plater, brat właściciela majątku Michała, został rozstrzelany za udział w powstaniu. Pozostał w majątku jednak bogaty księgozbiór. Pałac został zniszczony w czasie I wojny światowej.
Park kombulski był słynny w całych Inflantach. Ponoć rosły tu drzewa i krzewy sześciuset gatunków.
Obecnie pozostałości po zabudowaniach dworu i resztki parku są lokalnym zabytkiem.
Majątek Kombul został opisany w 3. tomie Dziejów rezydencji na dawnych kresach Rzeczypospolitej Romana Aftanazego. Został również szczegółowo opisany w książce Pro memoria Antoniego Urbańskiego w 1929 roku.